# Mattias Weinhandl
Mattias Weinhandl (* 1. června 1980 v Ljungby, Švédsko) je bývalý švédský profesionální hokejista, který nastupoval kromě švédské Elitserien i v NHL či KHL.

## Zranění oka
V úvodu kariéry postihlo Švéda nepříjemné zranění oka, které ohrozilo celou jeho kariéru. V listopadu 1999 jej v turnajovém utkání švédské juniorské reprezentace s českou zranil zásahem hokejky do levého oka protihráč Michal Trávníček. Weinhandl i po následných operacích vidí na levé oko jen zhruba z deseti procent. Případ vzala v potaz disciplinární komise českého svazu i mezinárodní federace. Český svaz potrestal Trávníčka ročním podmíněným zákazem hraní na mezinárodním poli, což označil i sám postižený hráč za dostačující trest. Mezinárodní hokejová federace v prosinci zakázala Trávníčkovi působit na mezinárodní scéně po dobu tří let. I přes handicap se Weinhandl vrátil do hokeje a již za rok obdržel pozvánku do seniorské švédské reprezentace. Od Trávníčka obdržel dopis s omluvou a k incidentu se již nevrací.

## Reprezentace
V mládežnických kategoriích reprezentoval na mistrovství Evropy do 18 let 1998 ve Švédsku (zlato) a mistrovství světa do 20 let o rok později v Kanadě (4. místo).
Debut v národním týmu si odbyl na Baltika Cupu 2000. Šestkrát startoval na mistrovství světa – 2002 ve Švédsku (bronz), 2005 v Rakousku (4. místo), 2008 v Kanadě (4. místo), 2009 ve Švýcarsku (bronz) a 2010 v Německu (bronz, po dvou utkáních musel pro bolesti hlavy, způsobené otřesem mozku, turnaj opustit). Zahrál si i na olympijských hrách 2010 ve Vancouveru, kde vypadli Švédi ve čtvrtfinále.

### Reprezentační statistiky
| 1998            | Švédsko 18      | ME 18           | 6  | 2  | 1  | 3  | 4  |
| 1999            | Švédsko 20      | MS 20           | 6  | 0  | 3  | 3  | 2  |
| 2002            | Švédsko         | MS              | 9  | 3  | 4  | 7  | 4  |
| 2005            | Švédsko         | MS              | 8  | 0  | 1  | 1  | 0  |
| 2008            | Švédsko         | MS              | 9  | 5  | 8  | 13 | 2  |
| 2009            | Švédsko         | MS              | 9  | 5  | 7  | 12 | 10 |
| 2010            | Švédsko         | OH              | 4  | 0  | 2  | 2  | 2  |
| 2010            | Švédsko         | MS              | 2  | 3  | 0  | 3  | 0  |
| Junioři celkově | Junioři celkově | Junioři celkově | 12 | 2  | 4  | 6  | 6  |
| Senioři celkově | Senioři celkově | Senioři celkově | 41 | 16 | 22 | 38 | 16 |

## Kariéra
Hráč vyrostl v celku Troja-Ljungby, v jehož seniorském mužstvu hrál v letech 1997–1999 třetí nejvyšší soutěž. V letech 1999–2002 hrál Elitserien za MODO Hockey, kde během tří let dvakrát s týmem došel až do finále soutěže. V sezonách 1999/00 i 2001/02 však bralo Modo jen stříbro. V sezoně 2001/02 byl Weinhandl umístěn do All star týmu a dostal cenu pro nejslušnějšího hráče soutěže.
V roce 2002 se rozhodl vstoupit do organizace New York Islanders, tento klub NHL si jej vybral ve vstupním draftu 1999. V dresu tohoto klubu nastupoval dvě sezony, během kterých působil i v záložním týmu Bridgeport Sound Tigers v AHL. Sezona NHL 2004/05 se kvůli stávce hráčů nehrála, tak jí strávil v Modo a stal se nejlepším střelcem švédské ligy tohoto ročníku. Po výluce se vrátil do NHL. V průběhu sezony 2005/06 byl vyměněn do Minnesota Wild. Po ročníku 2006/07 se rozhodl pro návrat do Evropy.
V sezoně 2007/08 působil v Elitserien, kde hájil barvy Linköpings HC. Byl podruhé v kariéře vybrán do All Star týmu soutěže a byl i jejím nejlepším střelcem, jeho mužstvo získalo stříbrné medaile. V letech 2008-12 hrál Kontinentální hokejovou ligu, kde po prvních dvou letech v HC Dynamo Moskva hrál dvě sezony za SKA Petrohrad. Poté nastupoval opět za Linköpings, kde měl smlouvu do konce sezony 2014/15, ale poté, co ze zdravotních důvodů vynechal celý ročník 2013/14, se rozhodl pro ukončení kariéry.

## Individuální úspěchy a ocenění

### Elitserien
- All Star Tým – 2001/02, 2007/08
- Nejlepší střelec (Trofej Håkana Looba) – 2004/05 (dohromady s Mike Knublem), 2007/08
- Nejslušnější hráč – 2001/02

### KHL
- Utkání hvězd – 2009/10, 2010/11

## Klubové statistiky
- Debut v NHL (a zároveň první bod) – 4. listopadu 2002 (NEW YORK ISLANDERS – Calgary Flames)
- První gól v NHL – 27. listopadu 2002 (NEW YORK ISLANDERS – Ottawa Senators)

| Sezona     | Klub                    | Soutěž     | Základní část | Základní část | Základní část | Základní část | Základní část | Play off | Play off | Play off | Play off | Play off |
| Sezona     | Klub                    | Soutěž     | Z             | G             | A             | B             | TM            | Z        | G        | A        | B        | TM       |
| ---------- | ----------------------- | ---------- | ------------- | ------------- | ------------- | ------------- | ------------- | -------- | -------- | -------- | -------- | -------- |
| 1999/00    | MODO Hockey             | SWE        | 32            | 15            | 9             | 24            | 6             | —        | —        | —        | —        | —        |
| 2000/01    | MODO Hockey             | SWE        | 48            | 16            | 16            | 32            | 14            | 6        | 1        | 3        | 4        | 6        |
| 2001/02    | MODO Hockey             | SWE        | 50            | 18            | 16            | 34            | 10            | 14       | 4        | 11       | 15       | 4        |
| 2002/03    | New York Islanders      | NHL        | 47            | 6             | 17            | 23            | 10            | —        | —        | —        | —        | —        |
|            | Bridgeport Sound Tigers | AHL        | 23            | 9             | 12            | 21            | 14            | —        | —        | —        | —        | —        |
| 2003/04    | New York Islanders      | NHL        | 55            | 8             | 12            | 20            | 26            | 5        | 0        | 0        | 0        | 2        |
|            | Bridgeport Sound Tigers | AHL        | 10            | 3             | 6             | 9             | 10            | —        | —        | —        | —        | —        |
| 2004/05    | MODO Hockey             | SWE        | 50            | 26            | 20            | 46            | 18            | 6        | 0        | 0        | 0        | 4        |
| 2005/06    | New York Islanders      | NHL        | 53            | 2             | 4             | 6             | 14            | —        | —        | —        | —        | —        |
|            | Minnesota Wild          | NHL        | 15            | 2             | 3             | 5             | 10            | —        | —        | —        | —        | —        |
| 2006/07    | Minnesota Wild          | NHL        | 12            | 1             | 1             | 2             | 10            | —        | —        | —        | —        | —        |
|            | Houston Aeros           | AHL        | 48            | 18            | 27            | 45            | 20            | —        | —        | —        | —        | —        |
| 2007/08    | Linköpings HC           | SWE        | 54            | 35            | 27            | 62            | 69            | 16       | 7        | 10       | 17       | 8        |
| 2008/09    | HC Dynamo Moskva        | KHL        | 41            | 16            | 16            | 32            | 53            | 12       | 6        | 10       | 16       | 4        |
| 2009/10    | HC Dynamo Moskva        | KHL        | 56            | 26            | 34            | 60            | 36            | 4        | 1        | 0        | 1        | 2        |
| 2010/11    | SKA Petrohrad           | KHL        | 54            | 21            | 28            | 49            | 42            | 11       | 5        | 4        | 9        | 16       |
| 2011/12    | SKA Petrohrad           | KHL        | 45            | 13            | 23            | 36            | 30            | 13       | 2        | 2        | 4        | 14       |
| 2012/13    | Linköpings HC           | SWE        | 30            | 9             | 7             | 16            | 14            | 8        | 0        | 1        | 1        | 2        |
| Celkem NHL | Celkem NHL              | Celkem NHL | 182           | 19            | 37            | 56            | 70            | 5        | 0        | 0        | 0        | 2        |